# 朱莉·怀特
朱莉·怀特（英語：Julie White，1961年6月4日—），女，美国演员。曾获得托尼奖最佳话剧女主角。